# Вулкан Менделєєва
Вулка́н Менделє́єва (рос. Менделеева, яп. 羅臼山 Раусу-яма) — активний вулкан на острові Кунаширі з Великої Курильської гряди. Згідно позиції Японії вулкан є виключно японським та входить до складу округу Немуро префектури Хоккайдо. Росія вважає вулкан своїм, що знаходиться в Южно-Курильському міському окрузі Сахалінської області. Належить до особливих охоронних територій і з 1983 року є комплексною регіональною пам'яткою природи площею 30 тисяч га. Російська назва на честь російського хіміка Дмитра Менделєєва.
Складний стратовулкан з центральним екструзійним куполом висотою 890 м. Конус оточений великою кальдерою і сформований андезитовими та андезито-базальтовими лавами. Основний склад лав — кварцовий олівінивмісний дацит. Внутрішня будова вулкана являє собою систему поверхневих та глибинних магматичних шарів. Основний периферійний шар діаметром 2 км розташовано безпосередньо під куполом на глибині 4,5 км, глибинний магматичний шар розташовано на глибинах 30—60 км. Парогазові викиди та посилення фумарольної активності спостерігались у 1880, 1901, 1946 та 1977 роках.
На схилах вулкана розташовано багато фумарол та гарячих джерел, схили вкрито хвойно-широколисними лісами з густим підліском з курильського бамбука та кедрового сланцю. Біля підніжжя розташоване селище Гарячий Пляж, яке є відомим місцем відпочинку.